# Alcalus
Alcalus é um género de anfíbios da família Ceratobatrachidae. Está distribuído por Bornéu, Ilha Palawan, Tailândia, e possivelmente em Mianmar.

## Espécies
- Alcalus baluensis (Boulenger, 1896)
- Alcalus mariae (Inger, 1954)
- Alcalus rajae (Iskandar, Bickford, and Arifin, 2011)
- Alcalus sariba (Shelford, 1905)
- Alcalus tasanae (Smith, 1921)